# Perilitus leptopsi
Perilitus leptopsi är en stekelart som beskrevs av Henry Lorenz Viereck 1911. Perilitus leptopsi ingår i släktet Perilitus och familjen bracksteklar. Inga underarter finns listade i Catalogue of Life.